# ال-۷۰ وینکا
ال-۷۰ وینکا (به انگلیسی: Valmet_L-70_Vinka) یک هواگرد ملخ‌پیشین تک‌موتوره از نوع هواپیمای آموزشی ساخت شرکت والمت است. هواگرد ال-۷۰ وینکا نخستین پروازش را در ۱ ژوئیه ۱۹۷۵ میلادی انجام داد. این هواگرد در سال ۱۹۸۰ میلادی رسماً معرفی گردید. در مجموع، تعداد ۳۰ فروند از این هواگرد ساخته شده‌است.